# Francisco de Mayronis
Francisco de Mayronis, Meyronnes, Mayrone o Mairón (nacido en Digne-les-Bains o en Meyronnes antes de 1288 y fallecido en Piacenza, Italia, el 26 de julio de 1328) fue un franciscano originario de la Provenza, maestro de filosofía escolástica y teología de la escuela de París  a partir de 1320, sucediendo en la cátedra al también franciscano Francisco de Marchia o de la Marca en 1323. Cuando los hijos de Carlos II de Nápoles, entre ellos el futuro san Luis obispo, estuvieron cautivos en Barcelona, tuvieron por maestros a Frailes Menores, especialmente a Mayronis, que hacía también de médico y Ricardo de Mediavilla.
Francisco de Mayronis fue admirador y discípulo de Duns Escoto durante su estancia en París como estudiante (1304-1307), pero un discípulo original y fecundo. Un escotista del siglo XV, Guillermo de Vaurouillon, hace gran elogio de él y le sitúa a la altura genial de Enrique de Gante y de Gil de Roma, aunque también le critica por su excesivo afán de distinguir, dividir y argumentar en cuatro puntos aun en los casos en que podría hacerse en tres. Por su sutileza dialéctica se le llamó en su tiempo padre de las formalidades y maestro agudo de abstracciones: «doctor illuminatissimus» y también «magister abstractionum». Su crítica se extendía por igual tanto a los grandes maestros como a los menores.

## Pensamiento
De acuerdo con la metafísica de su maestro Escoto, identifica la esencia y la existencia, distinguiendo toda una serie jerarquizada de modos intrínsecos de la esencia. Pero se separa de su maestro al no admitir que las ideas no sean formalmente idénticas y absolutamente coeternas con Dios. Según las conclusiones de Lapparent, los estudios políticos de Francisco de Mayronis defienden la teoría de una monarquía universal, de la que el jefe debiera ser el Papa y no el Emperador, en oposición a lo que sostenía Dante. El Papa resultaría ser, tanto en lo espiritual como en lo temporal, el jerarca de todo el mundo. En cuanto a la cosmología, Mayronis habla de una vis impressa, que continúa el movimiento impreso por el motor, de tal modo que cesando el proyectante continúa el movimiento.

## Obras
Entre sus numerosas obras hay que destacar los dos comentarios a las Sentencias, comentarios a la Isagoge de Porfirio, a la Física de Aristóteles, a La ciudad de Dios, etc. De particular interés son sus obras de carácter político. Sus obras son:
- Scripta super 4 libros Sententiarum (1507–1567)
- De univocatione entis (1490)
- Conflatus (1476)
- Conflatile (1579)
- Passus super Universalia (1479)
- Sermones de tempore cum Quadragesimali (1483)
- Sermones de Sanctis (1493)
- Tractatus de Conceptione B.M.V. (1665)
- Theologicae Veritates in St. Augustinum de Civitate Dei (1473)
- Veritates ex libris St. Augustini de Trinitate (1520)